# Thiago Motta
Thiago Motta Santon Olivares (São Bernardo do Campo, 28 de agosto de 1982) é um treinador e ex-futebolista ítalo-brasileiro que atuava como volante/meia armador. Atualmente está sem clube.

## Carreira como jogador

### Início
Thiago Motta iniciou sua carreira no Clube Atlético Ypiranga (o CAY). Em seguida deixou o CAY e ingressou no Juventus, tradicional time da colônia italiana de São Paulo, com sede no bairro da Mooca. Além de iniciar sua carreira no time da colônia, Thiago Motta também faz parte da colônia italiana. É bisneto do imigrante italiano Fortunato Fogagnolo, que imigrou de Polesella (Itália) para São Paulo.
Foi no Juventus-SP que Thiago obteve a primeira chance de se tornar jogador profissional. O Juventus é o único clube do Brasil no qual Thiago atuou, e ele é muito agradecido pelo que o seu clube formador fez por ele, no seu início de carreira:
| “ | O Juventus é um time em que eu joguei por muito tempo quando era pequeno. Neste momento tenho que agradecer as pessoas que trabalharam comigo ali, eles foram muito importantes para o meu futuro. | ” |

Quando atuava pelo Juventus, Thiago foi convocado e atuou pela Seleção Brasileira Sub-17 em um torneio amistoso em Toulon, na França, chamando assim a atenção de olheiros do Barcelona.

### Barcelona
Debutou na equipe principal dos blaugranas em 2001, em momento de crise no clube, ainda sendo um desconhecido em seu país. Nas categorias de base, jogava em posições ofensivas. Na equipe principal, porém, a única vaga disponível era a de volante, sendo escalado como um pelo então técnico Carles Rexach em um clássico contra o Real Madrid, para marcar ninguém menos que o francês Zinédine Zidane. Motta saiu-se bem e foi mantido na posição. O mau momento, entretanto, só permitiu que o time terminasse na modesta sexta posição na temporada 2002–03. O Barcelona só foi viver boa fase com ele no elenco no decorrer da temporada 2003–04, a primeira com o reforço Ronaldinho Gaúcho na equipe. O título espanhol finalmente viria na de 2004–05, com uma legião de brasileiros no elenco; além dele, Ronaldinho, Edmílson, Belletti, Sylvinho e o naturalizado português Deco. A medida que o time melhorava, entretanto, Motta ia perdendo espaço entre os titulares. Na temporada 2005–06, o Barça sagrou-se bicampeão espanhol com Motta constantemente no banco de reservas. Paralelamente, o clube conseguiu o título mais importante, a Liga dos Campeões da UEFA, em que ele não entrou em campo na final. Esteve na outra decisão, no Mundial de Clubes da FIFA, mas a equipe super estrelada acabou sendo surpreendentemente derrotada pelo Internacional. O mundial no Japão ocorreu já na temporada seguinte, em que o clube viveu uma ressaca refletida principalmente pela má fase de Ronaldinho. Companheiro assíduo na vida noturna da estrela maior do grupo, Motta acabou vendido ao Atlético de Madrid. No entanto, sofreu com lesões e disputou apenas dez partidas com a camisa dos rojiblancos.

### Genoa e Internazionale

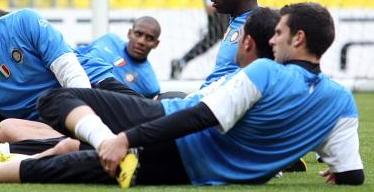
Thiago Motta em treino da Internazionale

Novamente sem espaço, foi para a equipe italiana do Genoa. No entanto, após uma temporada de sucesso, voltou a ser valorizado, sendo contratado em maio de 2009, ainda com a Serie A em andamento, pela Internazionale, que contratou também seu colega Diego Milito.
Na Inter, logo foi se destacando e assumindo a posição de titular no meio-campo nerazurri sob o comando de José Mourinho. Pelo clube italiano, seus principais títulos conquistados foram a Liga dos Campeões da UEFA e o Mundial de Clubes da FIFA. Com o sucesso no time de Milão, Thiago Motta recebeu sua primeira convocação para atuar pela Seleção Italiana.

### Paris Saint-Germain
No dia 31 de janeiro de 2012, foi anunciado pelo diretor de futebol Leonardo como novo reforço do Paris Saint-Germain.

## Seleção Nacional

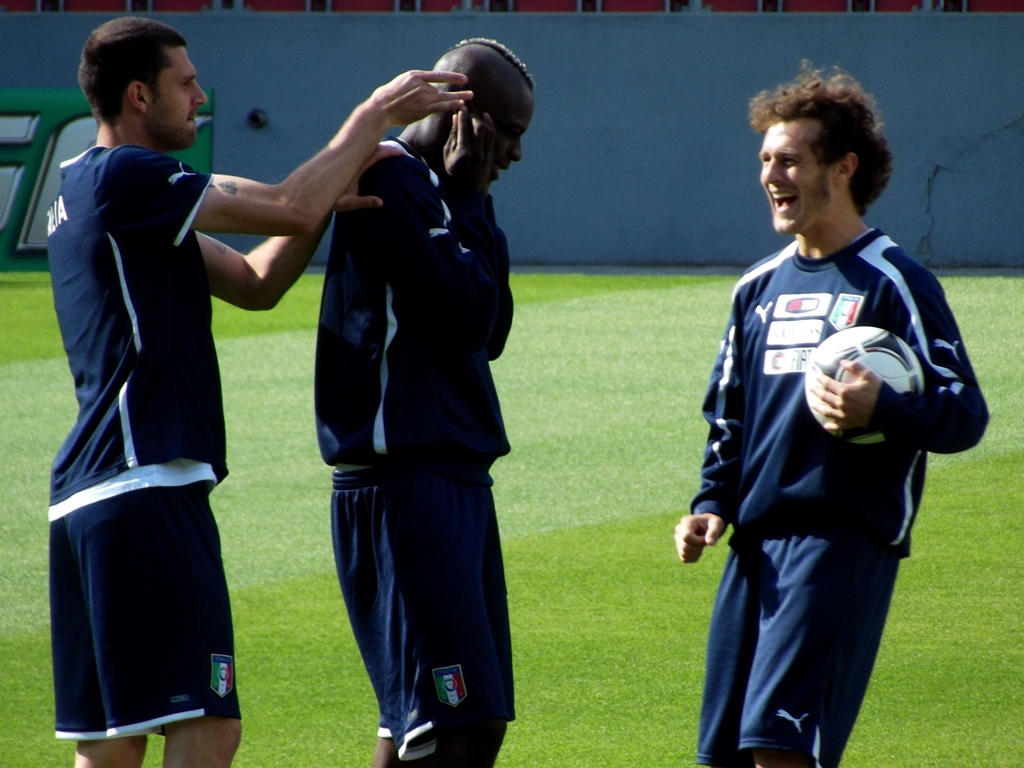
Motta, Balotelli e Diamanti durante um treino pela Itália na Euro 2012

A exemplo de seus conterrâneos Mazzola e Diego Costa, foi um dos poucos na história do futebol mundial a defender duas Seleções na categoria principal.
Inicialmente, foi chamado para integrar a equipe que o Brasil levou para a Copa Ouro da CONCACAF de 2003 - torneio equivalente a Copa América - jogando duas partidas e ficando com o vice-campeonato. Nesta ocasião, a CBF optou em novamente utilizar uma equipe de idade olímpica (Sub-23) para representar a Seleção principal. A convocação coincidiu com o momento em que ele passava a ser mais reconhecido em seu país, sendo titular do Barcelona na temporada 2002–03. Foi um dos atletas "europeus" vetados de participar do Torneio Pré-Olímpico no Chile, em janeiro de 2004. A Seleção acabou não se classificando e ele não pôde disputar as Olimpíadas de Atenas, para a qual tinha boas chances de ir.
Posteriormente, sem novas convocações na Seleção Brasileira, Motta passou a desejar oportunidades na Seleção Italiana, em função de seu bom momento no futebol do país. Foi convocado pela primeira vez no dia 6 de fevereiro de 2011, pelo técnico Cesare Prandelli. No dia 7 de fevereiro, a FIFA autorizou Thiago a defender a Seleção Italiana mesmo tendo defendido oficialmente a Seleção Brasileira em duas oportunidades, uma decisão inédita da entidade. O volante realizou sua estreia no dia 9 de fevereiro, em um amistoso contra a Alemanha, com um empate de 1 a 1. Nos 63 minutos em que esteve em campo, teve atuação discreta e recebeu um cartão amarelo.

## Carreira como treinador

### Genoa
Após ter treinado as categorias de base do PSG, foi anunciado como novo técnico do Genoa no dia 22 de outubro de 2019, clube que ele já havia defendido quando jogador. Estreou no comando do Grifone no dia 26 de outubro, pelo Campeonato Italiano, com uma vitória por 3 a 1 sobre o Brescia, no Estádio Luigi Ferraris. Após uma sequência ruim de duas vitórias em 10 partidas, acabou sendo demitido no dia 27 de dezembro. No total, Motta comandou o Genoa em dez jogos, com cinco derrotas, três empates e apenas duas vitórias.

### Spezia
No dia 8 de julho de 2021, foi oficializado e anunciado como novo treinador do Spezia, assinando um contrato de três anos com o clube italiano.

### Bologna
Em sua primeira temporada completa no comando do Bologna, em 2023–24, Thiago Motta foi novamente premiado como Treinador do Mês, desta vez em fevereiro e março. Posteriormente, conseguiu guiar o clube para uma vaga na Liga dos Campeões pela primeira vez desde a temporada 1964–65, garantindo uma posição entre os cinco primeiros na Serie A. No dia 23 de maio de 2024, Motta comunicou o Bologna que não renovará seu contrato com o clube.

### Juventus
Em 12 de junho de 2024, Motta foi nomeado o novo técnico da Juventus, assinando um contrato de três anos.
Em 23 de março de 2025, a Juventus confirmou a demissão de Thiago Motta do cargo de treinador menos de um ano após ele ter sido trazido do Bologna. O técnico de 42 anos teve um início razoável com os Bianconeri, no entanto, suas dificuldades atingiram um novo patamar no último mês, com a eliminação da Liga dos Campeões e derrotas pesadas no Campeonato Italiano para Fiorentina (3 a 0) e Atalanta (4 a 0).
Sob comando do brasileiro naturalizado italiano, os Bianconeri jogaram 42 partidas em todas as competições, vencendo 18, empatando 16 e perdendo oito.

## Estatísticas como treinador
Atualizadas até 23 de março de 2025[carece de fontes?]
| Clube                      | Período   | Jogos | Vitórias | Empates | Derrotas | Aproveitamento |
| -------------------------- | --------- | ----- | -------- | ------- | -------- | -------------- |
| Paris Saint-Germain Sub-19 | 2018–2019 |       |          |         |          |                |
| Genoa                      | 2019–2019 | 10    | 2        | 3       | 5        | 30%            |
| Spezia                     | 2021–2022 | 40    | 11       | 6       | 23       | 32.5%          |
| Bologna                    | 2022–2024 | 76    | 35       | 23      | 18       | 56.14%         |
| Juventus                   | 2024–2025 | 42    | 18       | 16      | 8        | 55.56%         |

## Estilo de jogo
Após se aposentar do futebol profissional em maio de 2018, Thiago Motta tornou-se o novo treinador da equipe sub-19 do Paris Saint-Germain. Em uma entrevista ao jornal La Gazzetta dello Sport em novembro daquele ano, ele afirmou que queria revolucionar o futebol com uma formação 4–3–3, que poderia ser interpretada como um 2–7–2, comentando:
| “ | Minha ideia é jogar ofensivamente. Um time compacto que controla o jogo, com pressão alta e muito movimento com e sem a bola. Quero que o jogador com a bola sempre tenha três ou quatro opções e dois companheiros próximos para ajudar. A dificuldade no futebol é, muitas vezes, fazer as coisas de maneira simples, mas controlar o básico, passar e se desmarcar. Não gosto dos números de formação porque eles enganam. Você pode ser super ofensivo com um 5–3–2 e defensivo em um 4–3–3, dependendo da qualidade dos jogadores. Tive um jogo recentemente onde os dois laterais acabaram jogando como atacantes. Mas isso não significa que eu não goste de jogadores como Samuel e Chiellini, defensores natos. Pode ser um 2–7–2? Não, o goleiro conta como um dos sete do meio-campo. Para mim, o atacante é o primeiro defensor e o goleiro é o primeiro atacante. O goleiro inicia a jogada com os pés e os atacantes são os primeiros a pressionar para recuperar a bola. | ” |

## Títulos

### Como jogador
Barcelona B
- Segunda Divisão B: 2001–02

Barcelona
- La Liga: 2004–05 e 2005–06
- Liga dos Campeões da UEFA: 2005–06
- Supercopa da Espanha: 2006

Internazionale
- Serie A: 2009–10
- Copa da Itália: 2009–10 e 2010–11
- Liga dos Campeões da UEFA: 2009–10
- Supercopa da Itália: 2010
- Copa do Mundo de Clubes da FIFA: 2010

Paris Saint-Germain
- Ligue 1: 2012–13, 2013–14, 2014–15, 2015–16 e 2017–18
- Supercopa da França: 2013, 2014, 2015, 2016 e 2017
- Copa da Liga Francesa: 2013–14, 2014–15, 2015–16 e 2016–17
- Copa da França: 2014–15, 2015–16, 2016–17 e 2017–18

### Como treinador

#### Prêmios individuais
- Treinador do Mês da Serie A: janeiro de 2022,[29] fevereiro de 2023,[30] fevereiro de 2024[31] e março de 2024[32]